# Scatopyrodes trichostethus
Scatopyrodes trichostethus là một loài bọ cánh cứng trong họ Cerambycidae.